# Торгові центри Львова
Список найбільших торгових центрів у Львові.

## Багатофункціональні ТЦ

### King Cross Leopolis

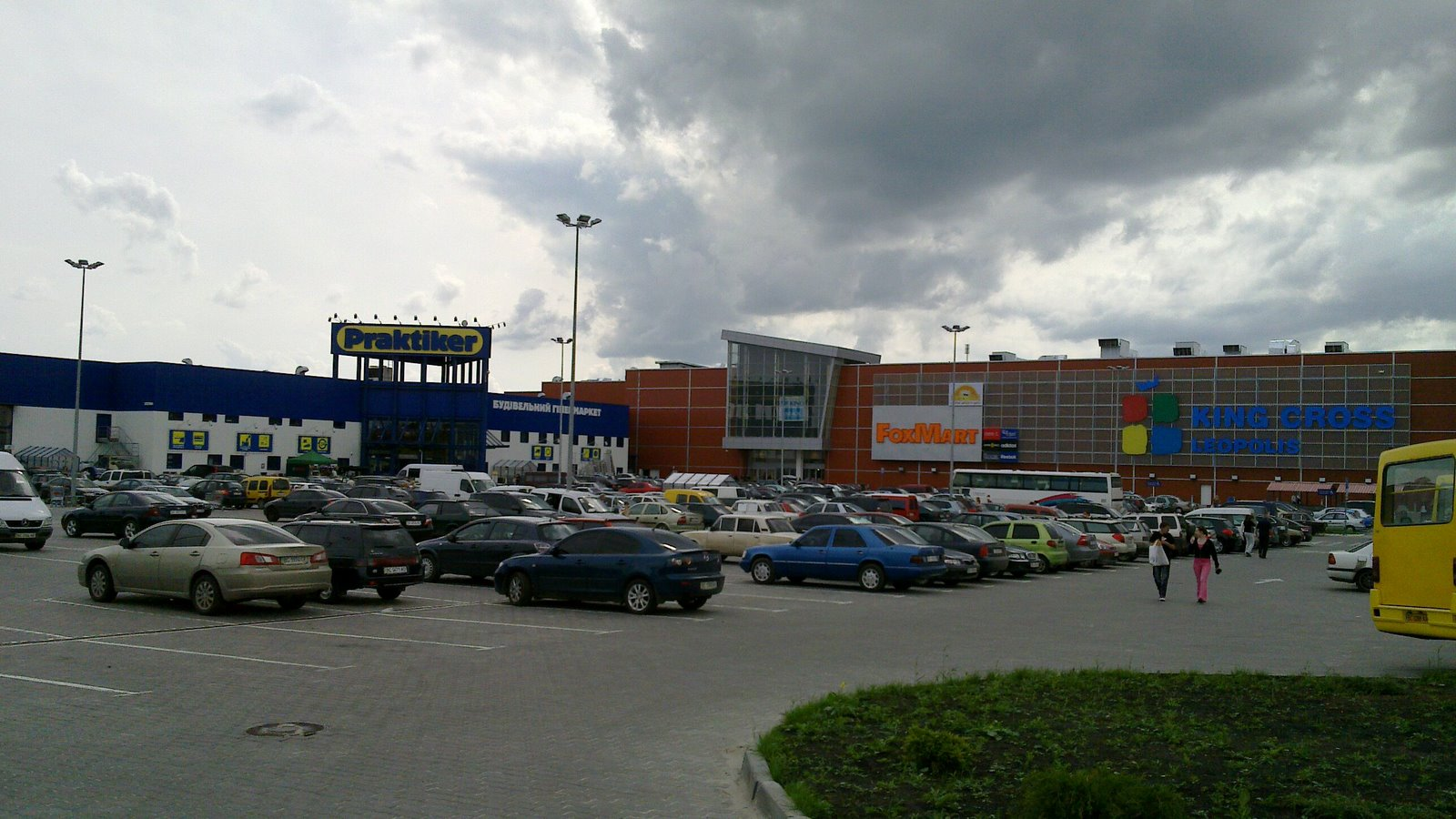
King Cross Leopolis (2010)

Найперший сучасний великий торговий центр Львова, відкритий в 2010 році. За загальною площею (105 тис. м²) є найбільшим торгово-розважальним центром Львова та Західної України. Значну частину площі сьогодні займає будівельний гіпермаркет «Епіцентр» (до 2015 року його місце займав Praktiker). Серед інших великих орендарів — гіпермаркет «Ашан», супермаркет «Фокстрот», кінотеатр «Планета Кіно», зал боулінгу «City Bowling» та ковзанка. Загалом працює біля 110 магазинів, бутиків, кав'ярень і ресторанів українських та іноземних брендів. У майбутньому ТРЦ планує добудувати ще 20 тис. м² орендної площі.
Характеристика:
- К-сть поверхів: 2
- Загальна площа: 105 тис. м²
- Комерційна (орендна) площа: 50 тис. м²
- К-сть магазинів: 110
- Паркінг: наземний та підземний на 1800 місць

Вебсайт: kingcross.com.ua

Адреса: с. Сокільники, вул. Стрийська, 30 (на виїзді зі Львова)

Координати: 49°46′23″ пн. ш. 24°0′38″ сх. д. / 49.77306° пн. ш. 24.01056° сх. д.

### Victoria Gardens
ТРЦ «Victoria Gardens» є найбільшим торговим центром Львова та Західної України за розміром комерційної (орендної) площі — 54 тис. м². Відкритий в 2016 році, вирізняється оригінальним оздобленням інтер'єру різноманіттям зелені та фонтаном всередині приміщення. У ТРЦ діють супермаркети «Сільпо», «Фокстрот», дитячий розважальний центр та боулінг «Papashon», спортивний клуб «KING», кінотеатр «Multiplex» та багато інших магазинів, бутиків, ресторанів і кафе. Загальна к-сть торгових точок — 160. Присутні наземний та багатоярусний паркінги.
Характеристика:
- К-сть поверхів: 3
- Загальна площа: 102 тис. м²
- Комерційна (орендна) площа: 54 тис. м²
- К-сть магазинів: 160
- Паркінг: наземний та багатоярусний

Вебсайт: victoriagardens.com.ua

Адреса: вул. Кульпарківська, 226 А

Координати: 49°48′26.5″ пн. ш. 23°58′44.6″ сх. д. / 49.807361° пн. ш. 23.979056° сх. д.

### Forum Lviv
Третій за величиною торговий центр Львова «Forum Lviv» був відкритий у 2015 році. Його перевагою є розташування у центральній частині міста на вул. Під Дубом, 7Б. Має 4 рівні: підземна парковка на 600 авто, 2 торгові поверхи, та верхній поверх із зоною розваг, кінотеатру та ресторанів, включаючи велику зовнішню терасу. Серед найбільших орендарів — «Сільпо», «Comfy», «Планета Кіно», «Ігроленд» тощо. Загалом представленні біля 120 українських та міжнародних брендів. Раніше тут був розташований візовий сервісний центр VFS Global, який обслуговував посольства 13 країн Європи та Північної Америки.
Характеристика:
- К-сть поверхів: 3
- Загальна площа: 69 тис. м²
- Комерційна (орендна) площа: 35 тис. м²
- К-сть магазинів: 120
- Паркінг: підземний на 600 місць

Вебсайт: lviv.multi.eu

Адреса: вул. Під Дубом, 7Б

Координати: 49°50′58.9″ пн. ш. 24°01′24.6″ сх. д. / 49.849694° пн. ш. 24.023500° сх. д.

### Магнус

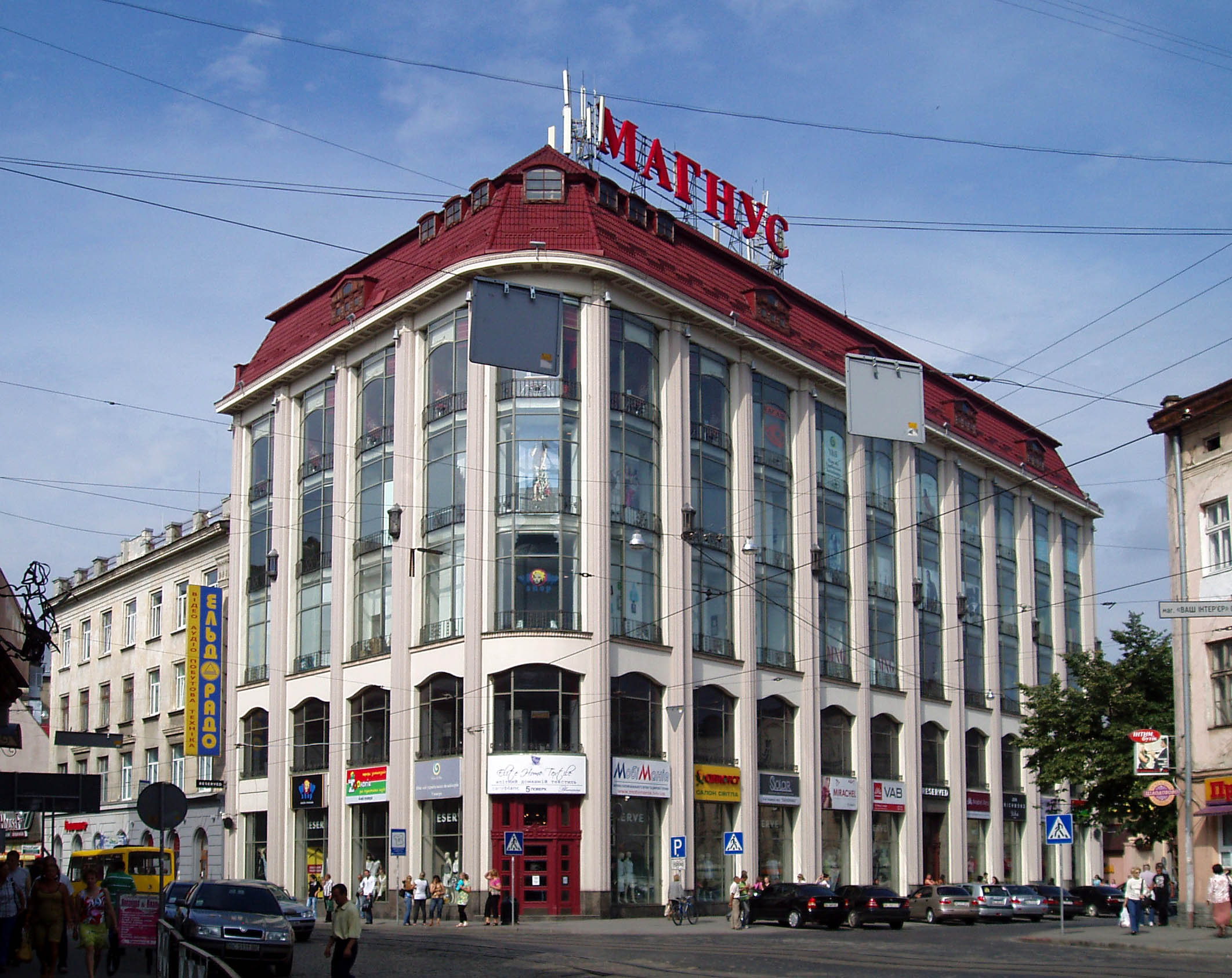
ТЦ «Магнус» (2011)

ТЦ «Магнус» розташований у центральній частині міста і є одним з найстаріших у Львові, збудований у 1912–1913 роках. У 2003 році було зроблено реконструкцію будівлі та повернуто історичну назву. З 1960 по 2003 роки це був «Центральний універмаг» (ЦУМ). Сучасний інтер’єр максимально наближено до первинного стилю Віденської сецесії початку ХХ-го століття. Сьогодні у Магнусі працюють близько 45 магазинів з продажу переважно одягу та взуття, аксесуарів, подарунків, ювелірних виробів та засобів з догляду краси та здоров'я.
Характеристика:
- К-сть поверхів: 5
- Загальна площа: 5 тис. м²
- Комерційна (орендна) площа: 4 тис. м²
- К-сть магазинів: 45
- Паркінг: 30 авто

Вебсайт: magnus-store.com

Адреса: вул. Шпитальна, 1

Координати: 49°50′39.3″ пн. ш. 24°01′26.6″ сх. д. / 49.844250° пн. ш. 24.024056° сх. д.

### Опера Пасаж

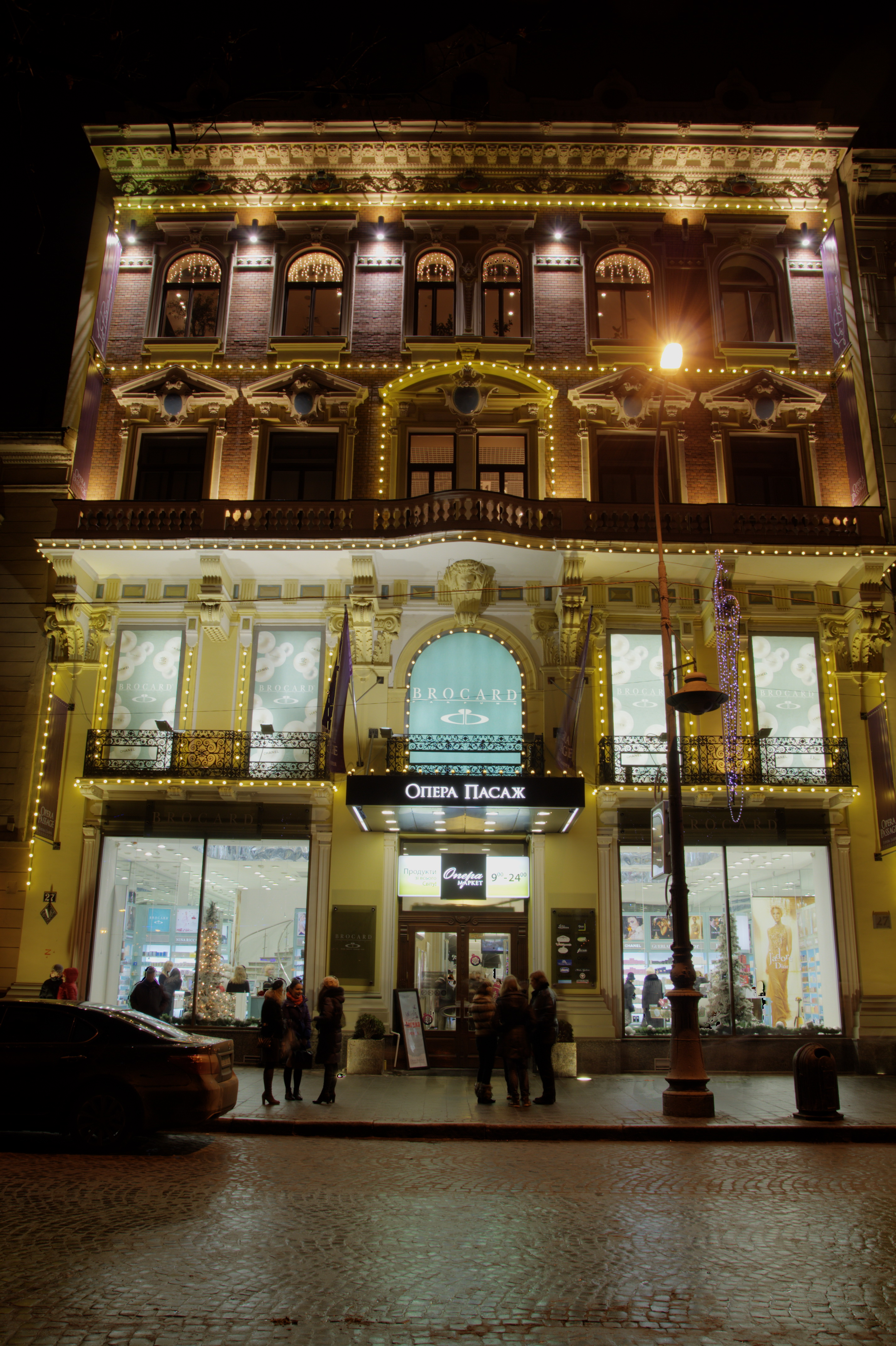
Опера Пасаж (2012)

Невеликий, але один з найвишуканіших торгових центрів у Львові. Розташований на центральному Проспекті Свободи у будівлі XIX століття, що входить у світову спадщину UNESCO. Опера Пасаж (Opera Passage) включає продуктовий маркет на першому поверсі, магазини елітного одягу та взуття, аксесуарів, дитячих товарів, ювелірних виробів, вишуканих подарунків та творів мистецтва на 2-3 поверхах і конференц-зал на 4-му поверсі. У ТЦ періодично проходять різноманітні заходи як, наприклад, покази мод чи виставки творів мистецтва.
Характеристика:
- К-сть поверхів: 4
- Загальна площа: 4,4 тис. м²
- Комерційна (орендна) площа: 2,8 тис. м²
- К-сть магазинів: 25
- Паркінг: відсутній

Вебсайт: operapassage.com

Адреса: Проспект Свободи, 27

Координати: 49°50′31.8″ пн. ш. 24°01′35.4″ сх. д. / 49.842167° пн. ш. 24.026500° сх. д.

### Роксолана
Ще один торговий центр в центральній частині міста відкрили у 2014 році. ТЦ «Роксолана» представляє собою 7-ми поверховий будинок в якому перші 4 поверхи займають магазини, на 5-6 розміщені офіси а на останньому ресторан з відкритою терасою. Загальна кількість магазинів — біля 50 (переважно одяг, аксесуари, косметика), працює ресторан. Також на нульовому поверсі працює продуктовий супермаркет «Сільпо».
Характеристика:
- К-сть поверхів: 7
- Загальна площа: 12 тис. м²
- Комерційна (орендна) площа: 5 тис. м²
- К-сть магазинів: 50
- Паркінг: наземний на 30 місць

Вебсайт: roksolana.ua

Адреса: площа Соборна, 14

Координати: 49°50′18.9″ пн. ш. 24°02′03.1″ сх. д. / 49.838583° пн. ш. 24.034194° сх. д.

### ІнтерСіті

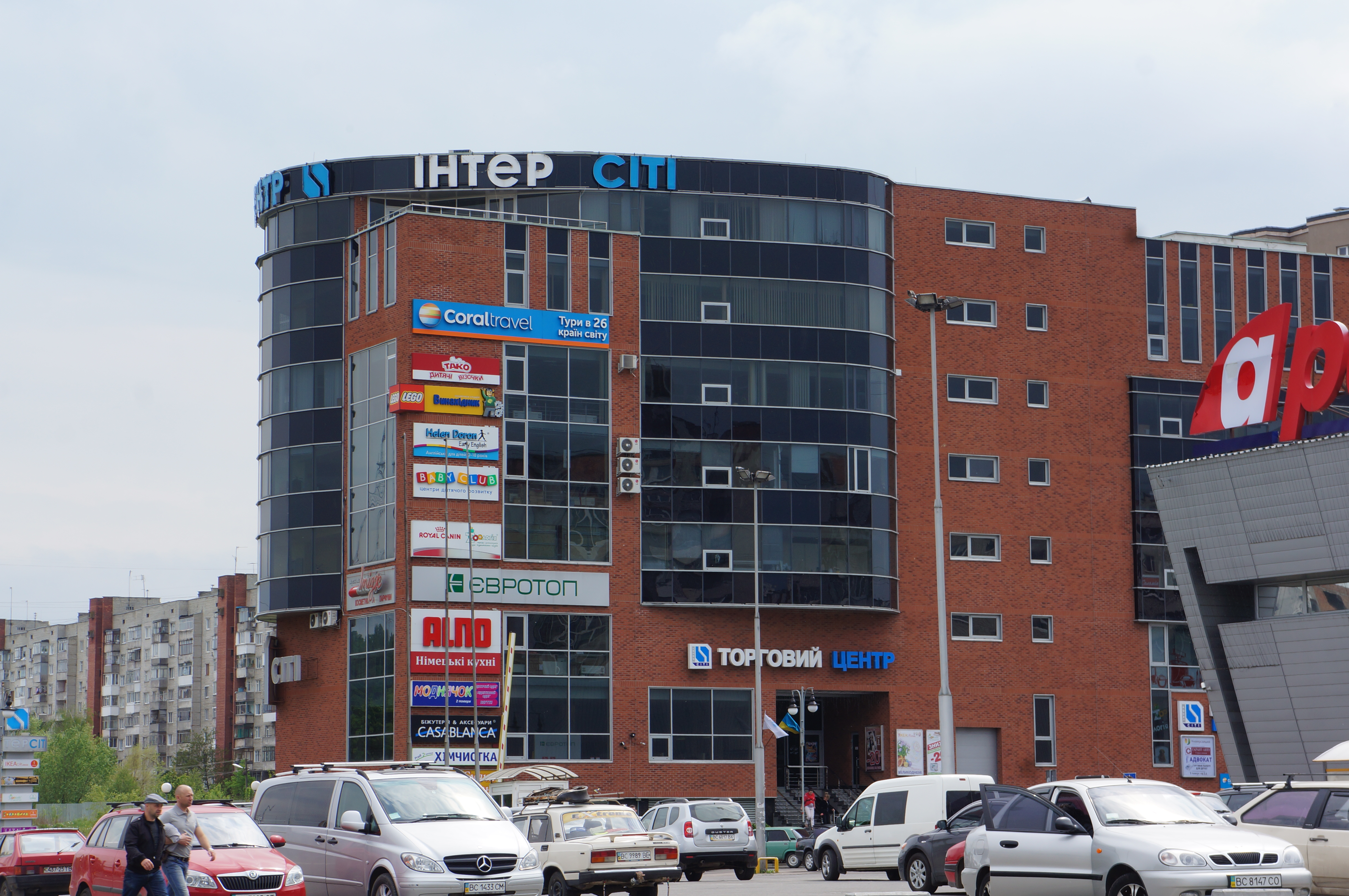
ІнтерСіті на Чорновола (2014)

У Львові є два торгові центри «ІнтерСіті» — на пр. Чорновола та пр. Червоної Калини. Перший на 7 поверхів був відкритий у 2008 році, другий на 6 поверхів у 2009. Обидва функціонують за форматом торгово-ділових центрів. Поряд з магазинами там розташовані також офіси, мовні школи, танцювальні школи, спортивні центри, центри розвитку для дітей, перукарні, хімчистки, тощо. Загальна площа ІнтерСіті на Чорновола становить 12 тис. м².
Вебсайт: inter-city.com.ua

Адреса: просп. Чорновола, 67Г та просп. Червоної Калини, 62А

Координати: 49°51′41.5″ пн. ш. 24°01′03.2″ сх. д. / 49.861528° пн. ш. 24.017556° сх. д. (на Чорновола), 49°47′30.9″ пн. ш. 24°03′21.9″ сх. д. / 49.791917° пн. ш. 24.056083° сх. д. (на Червоної Калини)

### Скриня
ТЦ «Скриня» розташований на вул. Городоцька, 179 поблизу Приміського залізничного вокзалу. Відкритий у 2006 році, на першому поверсі знаходиться супермаркет «Сільпо», на 2-4 поверхах крамниці з продажу одягу, взуття, товарів для дітей, для дому, спорттоварів, косметики та парфурерії, подарунків і електроніки.
Характеристика:
- К-сть поверхів: 4
- Загальна площа: 8,3 тис. м²
- Комерційна (орендна) площа: 5,9 тис. м²
- К-сть магазинів: 50
- Паркінг: наземний

Вебсайт: skrynya.lviv.ua

Адреса: вул. Городоцька, 179

Координати: 49°50′06.2″ пн. ш. 23°59′42.1″ сх. д. / 49.835056° пн. ш. 23.995028° сх. д.

### Сихів
ТЦ «Сихів» відкрито  у 2012 році у житловому масиві Сихів за адресою вул. Сихівська, 16а. Спеціалізація – продаж продуктів, промислових товарів, квітів, надання послуг
Характеристика
•	К-сть поверхів 5 плюс цокольний поверх
•	Загальна площа 10000 м2
•	Комерційна площа 7650 м2
•	К-сть магазинів 100
•	Паркінг в цокольному поверсі
Вебсайт http://syhiv.lviv.ua/
Адреса вул. Сихівська 16а

### ВАМ
Мережа торгових центрів "ВАМ" налічує 6 торгових центрів у різних районах міста. Перший тц "ВАМ" відкритий у 2002 році по вул. Виговського, 100. Орендарями торгових центрів є продуктовий супермаркет "Сільпо",  супермаркети електроніки та побутової техніки "Фокстрот", "Ельдорадо" та "Comfy",  мультибрендовий fashion магазин "Obnova" та магазин дитячих товарів "Антошка", магазин меблів та товарів для дому "JYSK". Також, працюють магазини одягу та взуття, аксесуарів, зоотоварів, квітів, ювелірних виробів та засобів з догляду краси та здоров'я.
Один з торгових центрів "ВАМ" на вул. Хмельницького, 214 є ще й розважальним, тут працює центр сімейного дозвілля "БУЛЬКА". Боулінг та автодром, дитячі зони для свят, ігротека, відеосимулятори та ігрові автомати, піцерія, ресторан, усе для цікавого і змістовного проведення відпочинку.
Торгові центри "ВАМ" — це, насамперед зручність для покупців і шопінг, на який відвідувачі не витрачають багато часу.

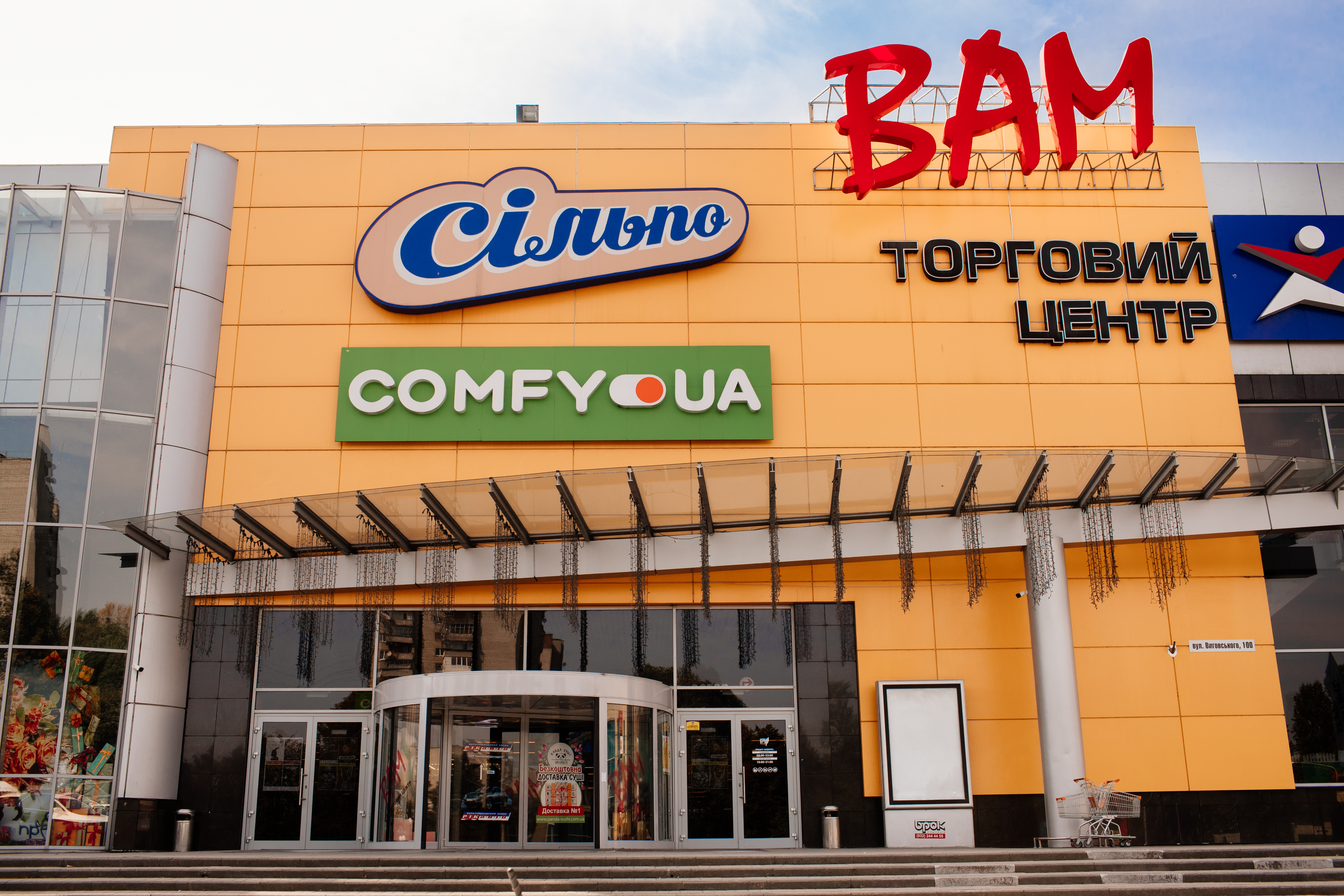
ТЦ "ВАМ" вул. Виговського, 100

Адреси мережі:
- вул. Виговського, 100
- вул. Наукова, 35а

- вул. Шевченка, 358а
- пр. Червоної Калини, 62
- вул. Хмельницького, 214
- вул. Широка, 87

Вебсайт: vam.com.ua
Заходьте, ВАМ сподобається!

### Південний
докладніше: ТВК "Південний"
ТВК «Південний» - це більше 1000 магазинів для шопінгу, корисні послуги та розваги для дітей, відпочинок та спорт для всієї сім'ї у Львові. На території площею 16 гектарів розміщено 14 сучасних торгівельних центрів, у яких представлені товари різних цінових сегментів та груп. Окремі торгові центри одягу, взуття, дитячих товарів, меблів та будмеріалів.  На території працює два готелі, конференц-зал, медичні центри, спортивні і фітнес зали, надаються нотаріальні, банківські, поштові послуги, працюють ресторани і численні кафе. Південний має власний освітній комплекс «Дивосвіт». До його складу входять садочок, початкова школа повного дня та ліцей. На території діють етно-ресторан «Гуцульський двір», ресторан італійської кухні «Buon Gusto», ресторан-корабель «Фортуна», та ще понад тридцять фуд-кортів, а також автосалон «Рік-авто».
Характеристика:
- К-сть поверхів: 2
- Загальна площа: 16 гектарів
- К-сть магазинів: більше 1000
- Паркінг: підземний на 800 місць

Вебсайт: www.pivdennij.com
Адреса: вул. Щирецька, 36

## Спеціалізовані ТЦ

### Метро

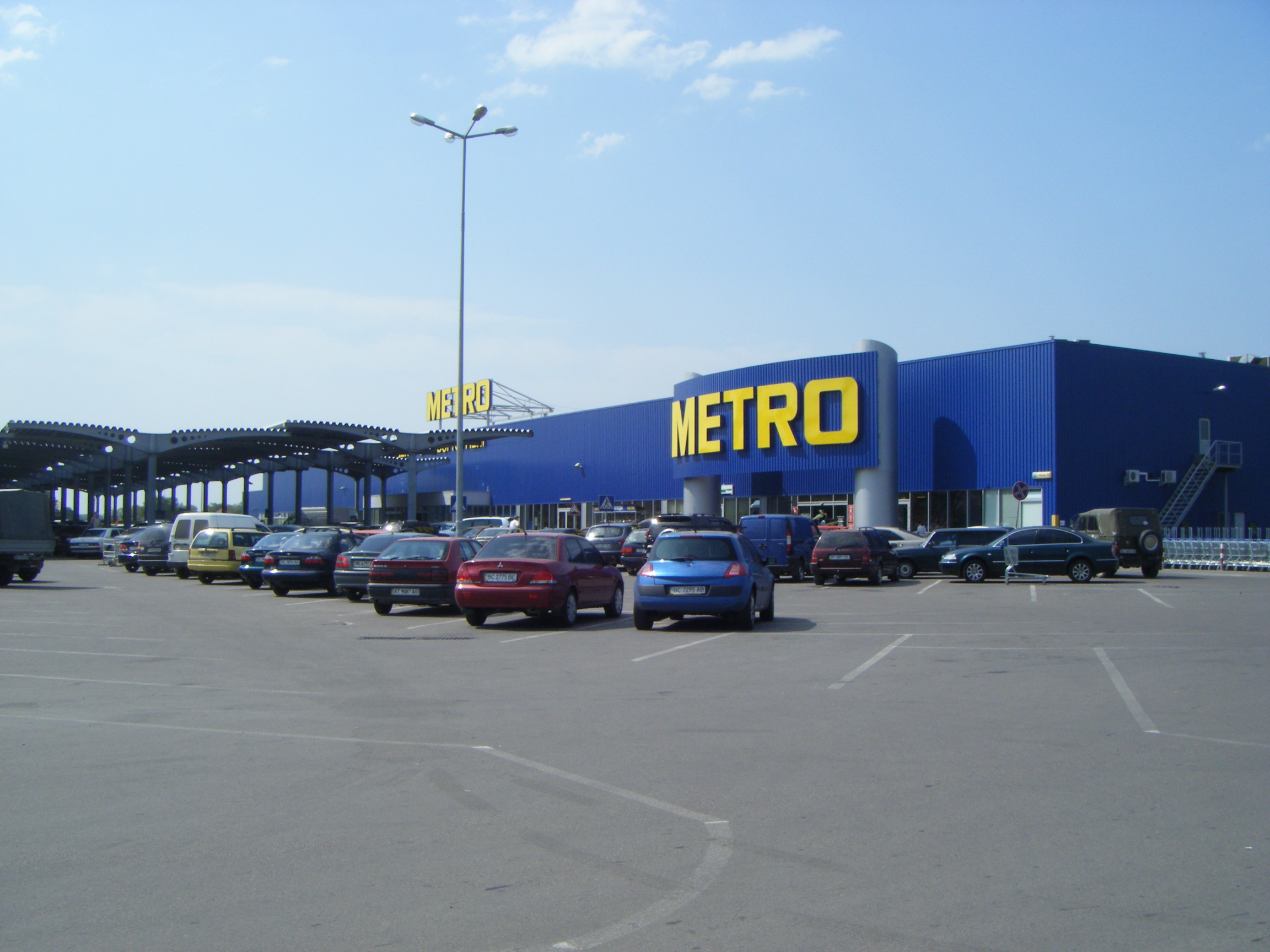
ТЦ METRO на Городоцькій (2008)

У Львові є два торгові центри німецької мережі METRO — на вул. Городоцькій та вул. Джорджа Вашингтона. Традиційно дані ТЦ розраховані перш за все на професійних покупців: представників роздрібної торгівлі, ресторанно-готельного бізнесу, сервісних компаній та офісів. Однак вони відкриті і для приватних осіб. Тут пропонується асортимент з близько 30 тис. найменувань продовольчої та непродовольчої продукції.
Характеристика:
- К-сть поверхів: 1
- Загальна площа: до 16 тис. м²
- Комерційна (орендна) площа: 8-10 тис. м²
- К-сть магазинів: немає поділу на магазини
- Паркінг: наземний (в т.ч. критий) до 900 місць

Вебсайт: metro.ua

Адреса: вул. Городоцька, 300 та вул. Джорджа Вашингтона, 8

Координати: 49°49′23.8″ пн. ш. 23°54′58.8″ сх. д. / 49.823278° пн. ш. 23.916333° сх. д. (на Городоцькій), 49°48′49.1″ пн. ш. 24°04′26.2″ сх. д. / 49.813639° пн. ш. 24.073944° сх. д. (на Джорджа Вашингтона)

### Ашан
У Львові діють три торгові центри французької мережі Ашан — один на значній частині 1-го поверху ТРЦ King Cross Leopolis, другий на вул. Володимира Великого, третій на просп. В. Чорновола 16. У них представленні переважно продукти харчування, товари для дому та інше.
Характеристика:
- К-сть поверхів: 1
- Загальна площа: ??? м² (Сокільники), ??? м² (В. Великого), ??? м² (просп. В. Чорновола)
- Комерційна (орендна) площа: ??? м² (Сокільники), ??? м² (В. Великого) ??? м²  (просп. В. Чорновола)
- К-сть магазинів: ??? (Сокільники), ??? (В. Великого), ??? (просп. В. Чорновола)
- Паркінг: наземний та підземний на 1800 місць (Сокільники), наземний на ??? місць (В. Великого), наземний ??? місць (просп. В. Чорновола)

Вебсайт: auchan.ua

Адреса: с. Сокільники, вул. Стрийська, 30, вул. В. Великого, 58
, проспект В'ячеслава Чорновола, 16і.
Координати: 49°46′24.8″ пн. ш. 24°00′37.3″ сх. д. / 49.773556° пн. ш. 24.010361° сх. д. (Сокільники), 49°48′44.5″ пн. ш. 23°59′11.6″ сх. д. / 49.812361° пн. ш. 23.986556° сх. д. (на В. Великого),

### Епіцентр
У Львові діють три торгові центри мережі Епіцентр, які спеціалізуються на будівельних товарах та матеріалах. Представлені також товари для оздоблення та оформлення житла. Один із них розміщений в окремій секції ТРЦ King Cross Leopolis, інші два на вул. Городоцькій та вул. Богдана Хмельницького.
Характеристика:
- Загальна площа: 34 226 м2 (на Городоцькій), 28 224 м2 (на Б. Хмельницького), 7740 м² (King Cross Leopolis)
- К-сть магазинів: немає поділу на магазини
- Паркінг: наземний

Вебсайт: epicentrk.ua

Адреса: вул. Городоцька, 302, вул. Б. Хмельницького, 188А та с. Сокільники, вул. Стрийська, 30

Координати: 49°49′31.9″ пн. ш. 23°54′49.7″ сх. д. / 49.825528° пн. ш. 23.913806° сх. д. (на Городоцькій), 49°51′49.2″ пн. ш. 24°03′13.9″ сх. д. / 49.863667° пн. ш. 24.053861° сх. д. (на Б. Хмельницького), 49°46′22.5″ пн. ш. 24°00′43.2″ сх. д. / 49.772917° пн. ш. 24.012000° сх. д. (Сокільники)

### Три Слони
ТЦ «Три Слони» — торговий центр загальною площею 18 тис. м², який спеціалізується на продажах меблів, оздоблювальних матеріалів, декору, текстилю, килимів і світла, предметів інтер’єру, дверей, паркету, керамічної плитки і сантехніки. Розташований поблизу Кільцевої дороги (адміністративно в с. Зимна Вода).
Характеристика:
- К-сть поверхів: 3
- Загальна площа: 18 тис. м²
- Комерційна (орендна) площа: ??? м²
- К-сть магазинів: близько 100
- Паркінг: наземний на ??? місць

Вебсайт: tryslony.com

Адреса: с. Зимна Вода, вул. Яворівська, 22

Координати: 49°49′51.9″ пн. ш. 23°54′26.9″ сх. д. / 49.831083° пн. ш. 23.907472° сх. д.

### Марк
ТЦ «Марк» (Mark) — торговий центр загальною площею 10 тис. м², який спеціалізується на продажах меблів, предметів інтер'єру, декору, техніки для дому та ін.
Характеристика:
- К-сть поверхів: 3
- Загальна площа: 10 тис. м²
- Комерційна (орендна) площа: 6 200 м²
- К-сть магазинів: 40
- Паркінг: наземний на 250 місць

Вебсайт: mark-lviv.com.ua

Адреса: вул. Княгині Ольги, 95

Координати: 49°48′6″ пн. ш. 24°00′00″ сх. д. / 49.80167° пн. ш. 24.00000° сх. д.

### Нова Лінія
ТЦ "Нова Лінія" — торговий центр однойменної української мережі, був відкритий у 2006 році. Його загальна площа становить 7 101  м², спеціалізується на продажі товарів для дому, ремонту, саду та городу і різних будівельних матеріалів.
Характеристика:
- К-сть поверхів: 1
- Загальна площа: 7 101 м²
- Кількість відділів: 12
- Паркінг: наземний

Вебсайт: novalinia.com.ua

Адреса: вул. Щирецька, 7

Координати: 49°48′32.9″ пн. ш. 23°58′40.7″ сх. д. / 49.809139° пн. ш. 23.977972° сх. д.

### Гора
ТЦ «Гора» — торговий центр загальною площею 3,2 тис. м², який спеціалізується на продажах меблів, оздоблювальних матеріалів, декору, текстилю, предметів інтер’єру, дверей, паркету, сантехніки, вбудованої техніки для кухні. 
Характеристика:
- К-сть поверхів: 1
- Загальна площа: 3,2 тис. м²
- Комерційна (орендна) площа: 2,6 тис. м²
- К-сть магазинів: близько 30
- Паркінг: наземний

Вебсайт: www.gora-story.in.ua

Адреса: вул. Луганська, 6

Координати: 49°48′27.5″ пн. ш. 24°03′20.7″ сх. д. / 49.807639° пн. ш. 24.055750° сх. д.